# Villogorgia tuberculata
Villogorgia tuberculata är en korallart som beskrevs av Hiles. Villogorgia tuberculata ingår i släktet Villogorgia och familjen Plexauridae. Inga underarter finns listade i Catalogue of Life.